# 斯普林菲爾德 (印地安納州拉波特縣)
斯普林菲爾德（英語：Springfield）是位於美國印地安納州拉波特縣的一個非建制地區。該地的面積和人口皆未知。